# Michel Meynaud

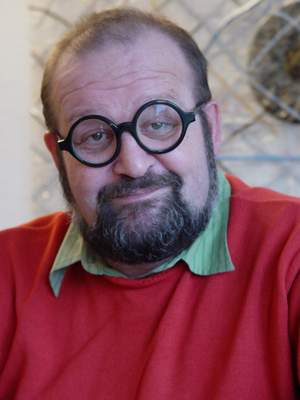
Michel Meynaud (2003)

Michel Meynaud (* 23. Februar 1950 in Paris; † 10. Juli 2016 ebenda) war ein französischer Komponist, Dirigent und Musiker.
Michel Meynaud studierte in Lausanne, München, Montreal und New York.
Als Pianist, Cembalist, Organist und Dirigent hat er zahlreiche Werke anderer Komponisten (unter anderem Jonathan D. Kramer, Terry Riley, Martin Farren, Goursky, Pascal Dusapin und Éric Tanguy) uraufgeführt – viele sind ihm persönlich gewidmet.
In Zusammenarbeit mit den Nürnberger Symphonikern entstanden eine Reihe Schallplatten (Mozart, Brahms, Bruckner, Wagner, Debussy, Meynaud usw.) und diverse Rundfunkaufnahmen. 2006 erschien auf dem Schallplattenlabel Naxos eine CD mit Kammermusik.
Es liegen Werke in allen Gattungen vor.
Der Radiosender SWR2 sendete im Januar 2020 ein einstündiges Porträt über Michel Meynaud von Philipp Quiring, welcher auch ein Verzeichnis über sein Werk erstellt hat.